# Neuweiler
Neuweiler là một thị xã ở huyện Calw trong vùng Karlsruhe thuộc bang Baden-Württemberg. Thị xã này có hai sông chảy qua: Enz và Nagold. Dân số thời điểm 31 tháng 12 năm 2020 là 3174 người.